# 여씨의 난
여씨의 난(呂氏-亂)은 중국 전한 때인 기원전 180년(고후 8년) 8월 26일 제왕 유양이 거병하여 10월 1일 전한 문제가 즉위할 때까지 66일에 걸쳐 발생한 정변을 말한다.
황태후였던 고황후 여씨는 생전에 조카인 조왕 여록을 상장군에, 여왕 여산을 상국에 임명하여 조정의 군사와 대권을 장악하도록 했다. 또한 관영을 대장군에 임명해 요양에 주둔시켜 제왕이 거병하여 황위를 노리지 못하도록 막게 했다. 태후가 붕어하자 조왕과 여왕 등 여씨 일족이 정변을 꾸몄으나 조정의 대신이던 진평·주발과 유씨 황족인 주허후 유장 등이 이를 저지하여 여씨 일족을 모두 주살했다.
이후 진평 등은 당시 황제였던 소제(4대)가 전한 혜제의 친자식이 아니라는 이유로 폐위하고 그의 세 동생도 역시 내쫓은 뒤 모두 죽였다. 이어서 대왕 유항을 황제로 옹립하여 제왕이 황위를 잇지 못하도록 조치함으로써 천하를 안정시키고 훗날 문경의 치의 기반을 닦았다.

## 여씨의 정권 장악
시황제의 진나라가 천하를 통일했지만 시황제의 붕어 이후 진승·오광의 난을 비롯한 농민반란과 옛 6국 출신의 부흥 선언으로 진나라는 순식간에 와해되기 시작했다. 진나라가 붕괴한 뒤 초한전쟁을 거쳐 최종적으로 중원의 지배자가 된 것은 전한 고제의 한나라였다. 고제는 유씨 친척들을 대거 왕으로 기용하여 지방을 다스리도록 하는 한편 정처 여씨를 황후로, 장남 유영을 황태자로 세웠다.
기원전 195년(고제 12년) 4월 25일 고제가 장락궁에서 붕어하고 태자가 즉위하니 곧 전한 혜제였다. 황후 여씨는 태후가 되었고 곧 딸인 노원공주의 딸을 황후로 세웠다. 고제는 후궁인 척부인과 그 아들 조왕 유여의를 총애했고 한때 태자를 폐위할 생각도 했었다. 이 뜻은 이루어지지 않았지만 고제가 죽고 혜제가 즉위하자 태후는 조왕을 암살하고 척부인도 잔학하게 살해했다. 이 사실을 알게 된 혜제는 병석에 드러눕고 말았다.
기원전 188년(혜제 7년) 8월 11일 혜제가 붕어했다. 태후는 통곡했으나 눈물을 흘리지 않았다고 한다. 장량의 아들 장벽강은 태후가 좌승상을 두려워한다고 좌승상 진평에게 전하면서 여씨 일족을 조정에 불러들인다면 태후의 경계심을 누그러뜨릴 수 있을 것이라 진언했다. 진평이 이를 듣고 태후에게 주상하자 태후는 매우 기뻐하며 받아들였다.
태후는 혜제의 사후에 임조칭제하여 여씨 일족을 왕으로 봉하기 시작했다. 우승상 왕릉은 고제의 뜻에 반한다며 반대했으나 진평은 동의했다. 이에 태후는 왕릉을 명예직인 태부로 승진시켜 정치적 영향력을 줄였다. 이후 왕릉은 병을 핑계로 입궐하지 않았다. 이후 태후는 진평을 우승상으로 승진시키고 벽양후 심이기를 좌승상으로 삼았다. 또한 혜제의 명을 사칭해 삼족령을 폐지했다.
혜제 이후 황제가 된 인물은 소제(3대)였다. 소제(3대)는 혜제와 후궁 사이에서 태어났는데 태후는 이를 숨긴 채 후궁을 죽이고 황후의 자식으로 위장하여 황제로 즉위시켰다. 소제(3대)는 나중에 이 사실을 알고 태후를 벌하고자 했고 태후는 이를 두려워했다. 결국 기원전 184년(고후 4년) 5월 11일 태후는 소제(3대)를 폐위한 뒤 유폐시키고 곧 죽여버렸다. 이후 항산왕 유의를 옹립하니 이가 곧 소제(4대)다. 소제(4대)는 황제가 된 뒤 휘를 홍으로 고쳤다.
태후는 임조칭제한 뒤 오빠 여택의 아들 여태를 여왕(呂王)에 봉했으며 여태가 죽자 다시 그 아들 여가에게 작위를 잇게 했다. 하지만 여가가 지나치게 사치를 부리자 기원전 182년(고후 6년) 폐위하고 여가의 숙부 여산을 여왕에 봉했다. 기원전 181년(고후 7년) 2월 여산을 양국으로 전봉한 뒤 양국을 여국으로 고쳤으며 그때까지의 여국은 제천국으로 개칭했다. 또한 태후의 다른 오빠인 여석지의 아들 여록이 북군을 통솔할 때 군의 규율이 엄정하고 위신을 갖추었다 하여 그해에 여록을 조왕에 봉했다.
태후는 혜제가 살아있을 때 이미 고조의 서자인 조왕을 죽였으며 또다른 고조의 서자인 회양왕 유우를 조왕으로 개봉한 뒤 여씨 일족의 딸을 시집보냈다. 하지만 왕은 따로 좋아하는 여자가 있었기에 여씨는 왕의 사랑을 받지 못했고 결국 여씨는 태후에게 조왕이 모반을 꾸미고 있다고 무고했다. 조왕은 수도로 소환된 뒤 결국 아사하고 말았다. 역시 고조의 서자인 양왕 유회도 조왕으로 개봉한 뒤 여산의 딸을 시집보냈다. 여씨는 조국을 장악해 항상 왕을 감시했으며 왕이 총애하는 후궁을 죽이는 등 횡포를 부렸고 조왕은 이에 자살하고 말았다. 태후는 조왕이 애첩의 죽음을 슬퍼해 뒤따라 죽었다고 생각하여 조국을 폐지해버렸다. 고조의 다른 서자인 연왕 유건이 죽자 태후는 사람을 보내 왕의 서자를 죽였고 이후 연국을 폐지했다.

## 여씨 토벌의 움직임
기원전 180년(고후 8년) 태후가 병사했다. 태후는 유서를 통해 각지의 제왕에게 천 금을 지급할 것, 대사면령을 내릴 것, 여왕을 상국으로 승진시킬 것, 조왕의 딸을 소제(4대)의 황후로 삼을 것을 지시했다. 태후의 죽음을 계기로 권력을 잃을 것을 두려워 한 여씨 일족은 반란을 획책했지만 주발과 관영 등의 존재를 두려워 해 주저하고 있었다. 여왕의 사위인 주허후는 부인이자 여왕의 딸인 여씨를 통해 당시 장안에 머무르면서 이러한 움직임을 탐지하고 있었고 형인 제왕에게 거병을 요청했다. 제왕은 낭야왕 유택을 속여 병권을 빼앗은 뒤 태후가 생전에 소제(3대)를 암살한 것, 유여의·유우·유회 등 세 명의 조왕을 죽인 것, 여씨 일족을 봉작한 것 등을 규탄하며 군사를 일으켰다. 이를 들은 여왕은 관영에게 병사를 주어 이를 진압할 것을 명했으나 관영은 여씨가 일을 꾸미는 것을 기다린 뒤 그들을 토벌하자고 제왕을 설득했다. 이에 제왕은 제국의 서쪽 국경까지 병사를 이끌고 나왔다.
여씨들은 관중에서 반란을 계획했으나 안으로는 주발과 주허후를, 밖으로는 제국과 초국이 병사를 이끌고 올 것을 두려워하여 여전히 망설이고 있었다. 한편, 진평과 주발은 곡주후 역상을 납치한 뒤 그 아들 역기를 시켜 "천하는 아직 안정되지 않았고 대신이나 종실의 제왕들은 당신들을 의심하고 있다. 군의 지휘권을 반환하고 각각의 영지에 돌아간다면 의심을 풀 수 있을 것이다"라고 여씨를 설득하도록 지시했다. 조왕은 이를 믿고 여씨 일족에게 전했으나 여씨들 사이에선 받아들이지 않는 이도 있었다. 조왕은 태후의 여동생인 임광후 여수를 찾아갔으나 임광후는 격노하며 "군의 지휘권을 잃으면 우리 일족은 있을 곳이 없어질 것입니다. 이따위 것, 다른 이에게 빼앗길 바에야!"라며 보물을 밖으로 내던졌다고 한다.
9월 26일 아침 평양후 조줄은 여왕과 회의를 하고 있었는데 여왕의 친족인 낭중령 가수가 보낸 사자가 관영이 모반을 일으켰다고 보고했다. 여왕은 급히 미앙궁으로 갔다. 회의석상에 같이 있던 조준은 진평과 주발에게 이를 보고하고 주발은 북군의 지휘권을 억누르고자 했다. 주발은 양평후 기통의 안내에 따라 군영에 들어갔으며 북군의 병사들에게 "여씨의 편을 들 사람은 오른쪽 어깨의 옷을 벗고 유씨의 편을 들 사람은 왼쪽 어깨의 옷을 벗어라"고 지시했다. 병사들은 모두 왼쪽 어깨의 옷을 벗어 유씨에게 충성할 뜻을 비쳤다.
한편, 남군의 지휘권은 여왕이 가지고 있었다. 여왕은 미앙궁을 점거한 채 난을 일으키고자 했으나 평양후로부터 여왕을 따르지 마라는 지시를 받은 위병들이 남군의 병사들이 입궁하는 것을 막아 병사들은 궁 앞에서 우왕좌왕하기만 했다. 나아가 만전을 기한 주발의 지시에 따라 주허후가 군을 이끌고 미앙궁에 들어가 소제(4대)를 보호하고자 했다. 이에 미앙궁에 있던 여왕은 도망쳤으나 결국 붙잡혀 살해되었다.
주허후는 장락궁을 지키고 있던 여경시도 주살한 뒤 주발과 합류했다. 주발은 "여왕을 죽였으니 대세는 결정났다"라며 여씨 일족을 모조리 붙잡아 모조리 죽였다. 조왕·임광후·연왕 여통 등은 참형에 처해졌고 태후의 손자인 노왕 장언은 작위를 박탈당했다.

## 새 황제 옹립의 움직임
여씨 일족을 주살한 조정대신들은 소제(4대)와 그 형제가 혜제의 피를 이은 친자식이 아니라 태후가 데려온 신원불명의 사생아라고 주장하며 폐위하고 유씨 중에서 새 황제를 옹립하기로 결정했다. 새 황제 후보자는 제왕·회남왕 유장·대왕 세 명이었다.
고제의 서장자인 제왕 유비가 죽자 아들 유양이 제왕의 작위를 이었는데 그가 가장 차기 황제에 가까운 인물로 꼽혔다. 하지만 제왕의 장인 사균이 포악하여 사씨 일족이 여씨 일족과 마찬가지로 외척으로써 권세를 휘두를 우려가 있다고 하여 결국 옹립되지 못했다. 다음으로 고제의 7남인 회남왕이 물망에 올랐으나 역시 외척 문제로 옹립되지 못했다. 결국 최종적으로 고제의 4남 대왕이 황제로 선택되었다. 대왕은 인자하고 효성스럽고 너그럽고 두터운(仁孝寬厚) 인품의 소유자였고 어머니 박희도 항상 조심스럽고 선량한 인물이었다.
대왕이 차기 황제로 정해진 뒤 진평과 주발 등은 즉시 사자를 보내 대왕을 장안으로 불렀다. 대왕은 좌우대신과 낭중령 장무를 불러 의견을 구했다. 장무는 이를 함정으로 여겼지만 중위 송창은 그렇게 여기지 않았다. 대왕은 어머니에게도 이를 알리고 상담했지만 쉽사리 결정을 내리지 못했다. 결국 점을 쳐본 뒤에 대왕은 외숙 박소를 장안에 보내 협의를 했다. 당시 한나라는 진나라의 제도를 계속 사용하고 있었는데 진의 제도에 의하면 신년은 10월부터 시작했다. 9월 29일이 되어 신년이 다가오자 더 이상 즉위를 미룰 수 없다고 하여 결국 대왕은 6마리의 말이 이끄는 마차를 타고 장안에 갔고 황제의 자리에 올랐고 그날 밤 미앙궁에 들어가 청정(聽政)했다. 동모후 유흥거와 여음후 하후영은 궁을 깨끗이 한다는 명목으로 소제(4대)를 소부에 안치했고 그날 밤 세 명의 동생과 함께 살해되었다.

## 정변의 사후 처리
10월 1일 대왕은 정식으로 황제가 되었으니 이가 곧 문제다. 이후 4개월이 지나 대신들은 태자 책립을 요구했다. 대신들은 가장 개방적이고 가장 정치 투쟁을 유발하기 쉬운 선양의 예, 즉 "천하에 현성(賢聖)·유덕(有徳)한 자를 널리 구해 천하를 양보한다"는 논리에 반대했으며 또한 유씨 종실 범위 내의 제후왕·종친, 특히 문제의 숙부인 초왕 유교·사촌 형인 오왕 유비·동생인 회남왕을 후계자로 세우는 것에 반대했다. 대신들은 고제의 권위를 강조하며 태자는 반드시 황제의 아들 중에서 세울 것을 주장했고 문제는 이를 받아들여 8살이던 유계를 태자로 세웠다.
문제가 대왕이던 시절 대왕비는 세 명 혹은 네 명의 자식을 낳았지만 유계는 정실의 아들이 아니었다. 『사기』에 의하면 대왕비는 문제 즉위 전에 사망했다고 기술되어 있다. 대왕비의 자식들도 모두 문제가 태자 책립을 고민할 당시 이미 병사했기에 유계는 문제의 사실상 장남이었다. 여씨의 난을 진압하는 데 공을 세웠던 초왕과 제왕도 태자 책립 이후 사망했다. 문제는 주허후와 동모후가 제왕을 옹립하려는 계획을 가졌다는 사실을 안 뒤에 대신들과의 약속을 어기고 이들을 조왕과 양왕에 봉하지 않고 성양왕과 제북왕에 봉했다. 하지만 얼마 지나지 않아 성양왕은 사망했고 제북왕은 모반을 꾀했다고 살해되었다.
태자 책립 후 두 달이 지나 문제는 태자의 사친 두의를 황후로 삼았다.